# 크래프트 푸즈
크래프트 푸드 그룹 주식회사(영어: Kraft Foods Group, Inc.)는 미국의 종합 식품 제조업체였다. 분할 전 스위스의 네슬레 다음가는 세계 제2의 식품 기업이었다.
크래프트 푸드 그룹은 크래프트 푸드 주식회사(Kraft Foods Inc.,)로부터 분할되었고, 크래프트 푸드 주식회사는 몬덜리즈 인터내셔널(Mondelēz International, Inc.)로 사명을 변경하였다. 분할의 목적은 크래프트 푸드 그룹이 북미 지역의 식품 사업에, 그리고 몬덜리즈 인터내셔널은 글로벌 스낵 사업에 각각 집중하기 위함이었다.
크래프트 푸드 그룹은 하인즈에 합병되기 전까지 나스닥 상장 기업이었고, 2015년 하인즈에 합병되어 크래프트 하인즈가 되었다. 보유하고 있던 브랜드들은 크래프트 하인즈 내 브랜드로 유지되고 있다.

## 역사
1903년 캐나다 출신의 제임스 크래프트가 일리노이주 시카고에 치즈 도매점을 시작한 것이 회사의 기원이다.
도매점은 계속 번창하여 1909년, 제임스 크래프트의 형제들도 함께 참여한 J.L. 크래프트앤드브러더스 컴퍼니(J.L. Kraft and Bros. Company)라는 이름의 식품 회사를 설립하였다.
제1차 세계대전 중 군납으로 사업을 크게 확장하였다. 이후 여러 차례 인수와 합병을 거쳐 사업의 확장과 축소가 반복되다가 1988년 필립모리스 그룹(현 알트리아 그룹) 계열사로 편입되었다.
1989년, 이미 필립모리스 산하에 들어간 식품업체 제너럴 푸즈와 합병하여 미국 최대의 식품회사가 되었다. 1995년 회사 명칭을 현재의 크래프트 푸드로 정식 변경했으며, 2000년 필립모리스 그룹 산하로 들어간 유명 비스킷 업체 나비스코와 합병하였다.
필립모리스 그룹이 개편된 알트리아 그룹 계열사로 있다가, 2007년 분사하여 알트리아 그룹에서 완전히 분리되었다.
2008년, 다우 존스 산업평균지수를 구성하는 30대 기업의 하나가 되었다.
2009년, 영국의 유명 제과업체 캐드버리 인수 협상에 나서, 2010년 2월 197억달러에 최종적으로 인수하여, 세계 최대의 제과류 업체가 되었다.
2012년, 제과류 사업 분야와 글로벌 사업 분야를 신설회사인 몬덜리즈 인터내셔널(Mondelēz International)로 분사하면서, 크래프트 푸드는 미국·캐나다 내의 제과류를 제외한 식품 사업만 담당하게 되었다. 동시에 뉴욕 증권거래소 상장을 폐지하여 다우 존스 산업평균지수를 구성하는 기업에서 탈락했으며, 대신 나스닥에 상장하였다.

## 주요 브랜드

### 커피류
- 맥스웰 하우스
- 맥심

### 제과류
- 리츠
- 오레오

### 유제품류
- 벨비타
- 필라델피아 크림치즈

### 시리얼류
- 포스트

### 스프레드
- 베지마이트